# Ogmodera kenyensis
Ogmodera kenyensis är en skalbaggsart som beskrevs av Stefan von Breuning 1939. Ogmodera kenyensis ingår i släktet Ogmodera och familjen långhorningar.
Artens utbredningsområde är Kenya. Inga underarter finns listade i Catalogue of Life.